# Murrumbidgee
Le Murrumbidgee est une rivière de l'État de Nouvelle-Galles du Sud en Australie et un des principaux affluents du Murray, le plus grand fleuve du pays.

## Étymologie
Son nom signifie la « grande rivière » en Wiradjuri, langage des aborigènes locaux.

## Géographie

### Hydrographie
La rivière prend sa source dans les Fiery Range localisés dans le massif des Snowy Mountains, traverse pendant 66 kilomètres  le Territoire de la capitale australienne avant de se jeter, après un parcours d'environ 1 600 kilomètres, dans le Murray. Son bassin correspond à la plus grande partie de la Nouvelle-Galles du Sud et couvre tout le Territoire de la capitale australienne. Son eau est utilisée pour l'irrigation de la zone agricole de la Riverina.
La rivière avait autrefois un débit très irrégulier ponctué par d'importantes crues (en 1852, elles firent 89 morts à Gundagai) mais, aujourd'hui, les 14 barrages (barrage de Burrinjuck, notamment) et les 8 déversoirs qui jalonnent son cours permettent de réguler son débit et les plus grosses pointes correspondent aux lâchers d'eau nécessaires pour l'alimentation en eau de Canberra et l'irrigation, à travers 10 000 kilomètres de canaux, des champs en aval. Ces aménagements compromettent toutefois l'avenir écologique de la région.

### Hydrologie

#### Inondations

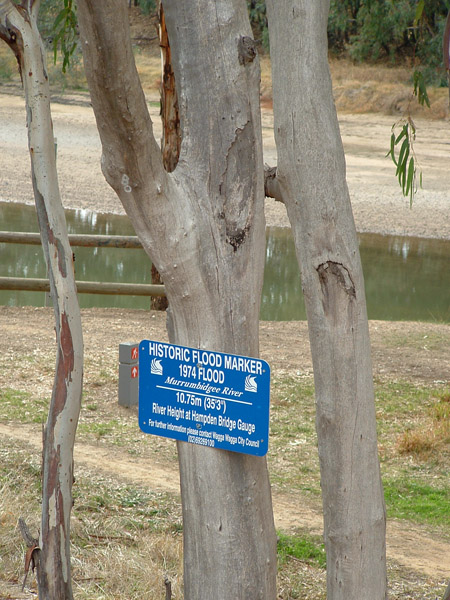
Un marqueur de crues près de la Murrumbidgee montrant le niveau de l'eau lors de l'inondation de 1974.

L'inondation la plus importante eut lieu en 1852 quand la ville de Gundagai fut balayée par les eaux et 89 personnes, soit un tiers de la population de la ville, furent tuées. La ville fut reconstruite sur les hauteurs.
En 1925, 4 personnes sont mortes dans une inondation qui a duré 8 jours.
La rivière s'est élevée de 7 mètres huit fois à Gundagai entre 1852 et 2002, ce qui fait une moyenne juste inférieure à une fois tous les 11 ans. Depuis 1925, les inondations ont été mineures excepté en 1974. Lors du désastre de 1852, la rivière s'éleva d'un peu plus de 12 mètres. Les années suivantes, la rivière s'éleva à nouveau juste au-dessus de 12,5 mètres. La construction du barrage de Burrinjuck en 1907 a réduit les inondations significativement mais, en dépit de cela, il y eut des crues importantes en 1925 et 1974.
La baisse du nombre de crues a des conséquences sur la vie sauvage, les oiseaux et les arbres. Il y a eu un déclin de la population aviaire et le gommier noir qui constituait des forêts en plaine inondable commence à perdre sa place.

#### Débit
De façon saisonnière, la rivière avait un grand débit mais dorénavant il n'y a plus qu'un courant régulier, le niveau monte seulement quand des dégagements sont faits en amont afin de fournir les irrigateurs en aval.
Les atteintes causés à la Murrtumbidgee lors de sa traversée du Territoire de la capitale australienne sont généralement mal évalués. En effet, le fleuve est affecté par l'élimination complète des effets de la fonte des neiges au printemps et la réduction des écoulements annuels moyens d'environ 50 %, à cause du barrage de Tantangara. Ce dernier fut terminé en 1960 à proximité de la source du Murrumbidgee et détourne environ 99 % de l'eau du fleuve à ce point vers le lac Eucumbene. Ceci affecte très sérieusement les populations de poissons et les autres animaux aquatiques de la rivière dû à la perte de leur habitat. On considère, à juste titre, que le fleuve Murrumbidgee qui traverse actuellement le Territoire de la capitale australienne ne représente, en volume, que la moitié de ce qu'il était auparavant (e.g.)
Le cours principal de la rivière fait 900 km. La rivière prend sa source dans les Fiery Range des Snowy Mountains, et traverse pendant 66 km  le Territoire de la capitale australienne en rencontrant deux affluents : le Molonglo et le Cotter ; avant de se confondre, après un parcours de 1 600 km, dans les eaux du fleuve Murray. Son bassin correspond à la plus grande partie de la Nouvelle-Galles du Sud et à tout le Territoire de la capitale australienne. Son eau est la principale source d'irrigation de la zone agricole de la Riverina.

## Histoire
La rivière Murrumbidgee traverse les terres traditionnelles des tribus aborigènes Ngarigo, Ngunnawal, Wiradjuri, Nari Nari et Muthi Muthi.

### Exploration

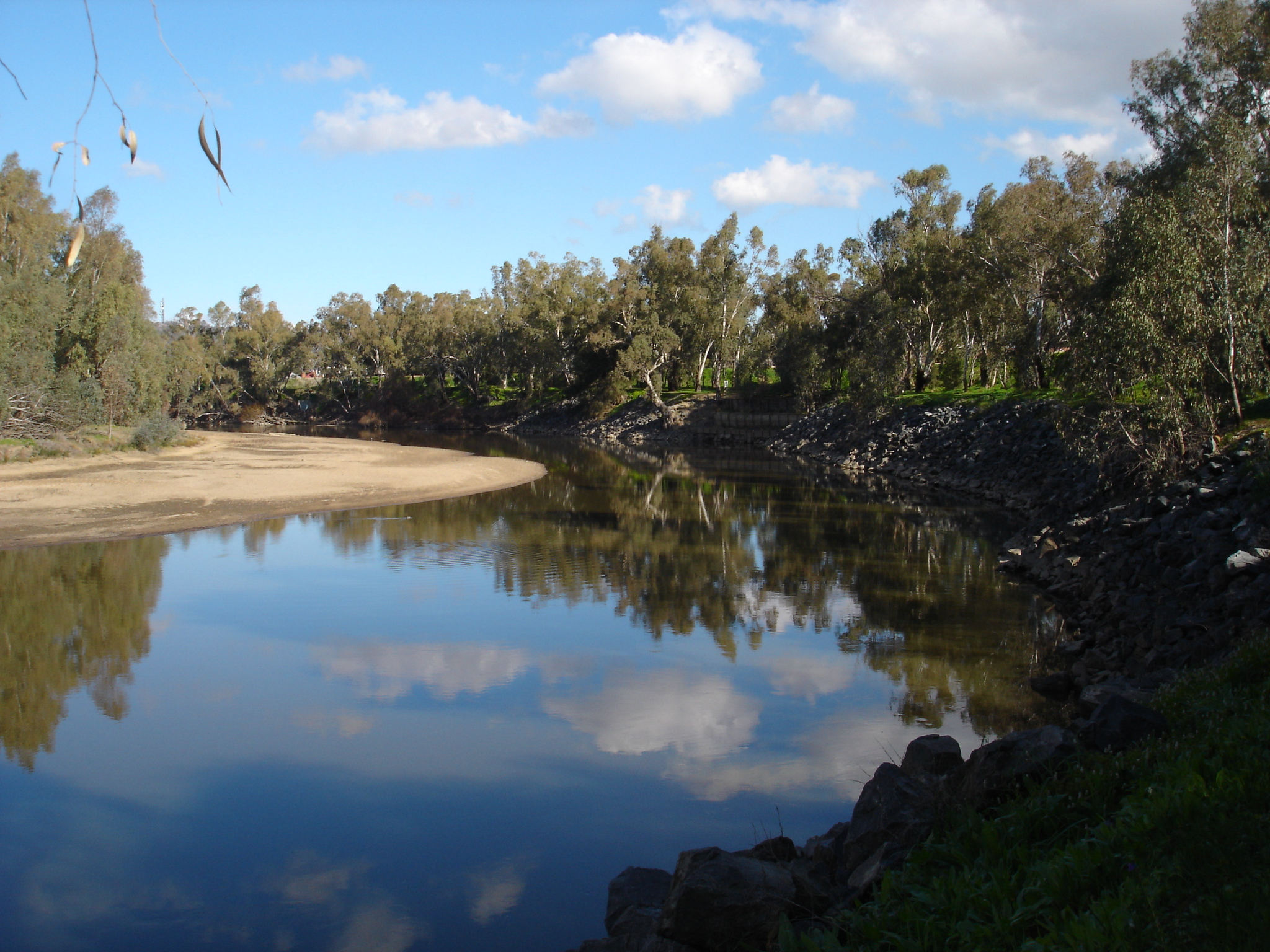
Murrumbidgee à Wagga Wagga.

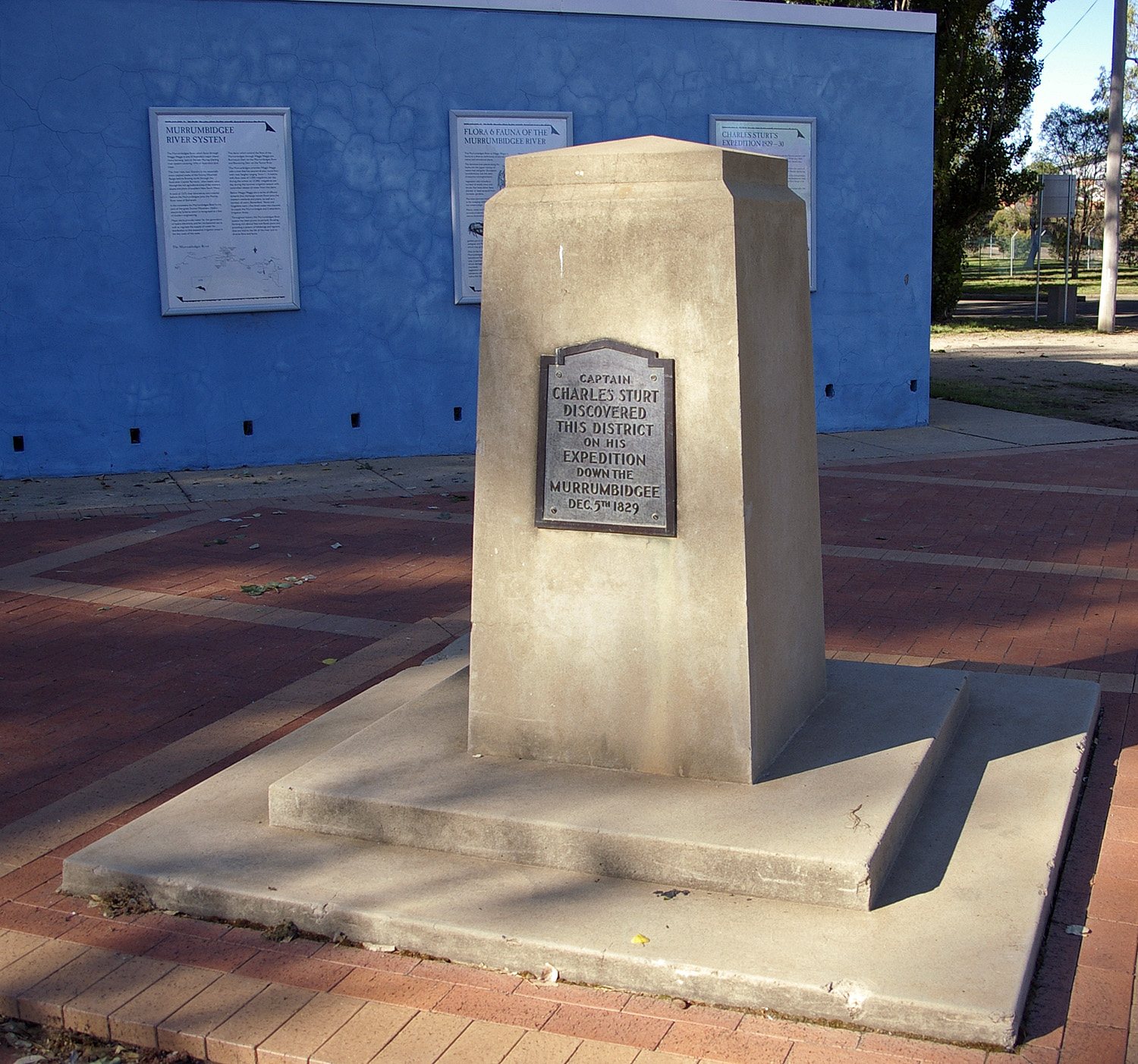
Le Charles Sturt Monument sur Wagga Beach à Wagga Wagga

La Murrumbidgee River était connue des Européens avant que ceux-ci ne l'explorent réellement. En 1820, l'explorateur Charles Throsby informa le gouverneur de Nouvelle-Galles du Sud qu'il envisageait de trouver "un fleuve d'eau salée (sauf en saison très humide), appelé Mur-rum-big-gee par les autochtones". Throsby l'atteignit en avril 1821.
En 1823, le Major de Brigade John Ovens et le Capitaine Mark Currie allèrent en amont de la Murrumbidgee quand ils exploraient le lac George. En 1829, Charles Sturt descendirent la rivière à la voile et à la rame depuis Narrandera jusqu'au fleuve Murray puis jusqu'à la mer. Ils sont revenus par le même chemin par les mêmes moyens. Le bassin du Murrumbidgee fut ouvert à la colonisation dans les années 1830 et devint bientôt une zone agricole importante.
Ernest Favenc, quand il décrivait l'exploration de l'Australie, commentait ainsi la découverte tardive de la rivière par les Européens et le fait que la rivière porte un nom d'origine aborigène :
« Here we may remark on the tenacity with which the Murrumbidgee River long eluded the eye of the white man. It is scarcely probable that Meehan and Hume, who on this occasion were within comparatively easy reach of the head waters, could have seen a new inland river at that time without mentioning the fact, but there is no record traceable anywhere as to the date of its discovery, or the name of its finder. When in 1823 Captain Currie and Major Ovens were led along its bank on to the beautiful Maneroo country by Joseph Wild, the stream was then familiar to the early settlers and called the Morumbidgee. Even in 1821, when Hume found the Yass Plains, almost on its bank, he makes no special mention of the river. From all this we may deduce the extremely probable fact that the position of the river was shown to some stockrider by a native, who also confided the aboriginal name, and so it gradually worked the knowledge of its identity into general belief. This theory is the more feasible as the river has retained its native name. If a white man of any known position had made the discovery, it would at once have received the name of some person holding official sway. »
« Ici, nous pouvons remarquer avec quelle ténacité le fleuve Murrumbidgee a, pendant longtemps, échappé à la vue de l'homme blanc. Il est peu probable que Meehan et Hume, qui à cet instant étaient à portée des eaux principales, aient vu un nouveau fleuve sans en mentionner le fait, mais il n'y a aucun enregistrement décelable sur la date de sa découverte, ou le nom de ses découvreurs. Quand, en 1823, le capitaine Currie et le Major Ovens furent amenés le long de ses rives dans le magnifique pays de Maneroo par Joseph Wild, le cours d'eau était déjà familier aux premiers colons qui l'appelaient la Morumbidgee. Même en 1821, quand Hume trouva la Yass Plains, presque sur ses berges, il ne fit aucune mention de la rivière. Tout ce que nous pouvons déduire de cela est qu'il est fort probable que la position de la rivière avait été révélée aux premiers colons par un aborigène, qui confia également le nom aborigène, et le nom s'introduisit peu à peu dans la culture populaire. Cette théorie est la plus vraisemblable concernant le fait que la rivière ait conservé son nom aborigène. Si un officiel blanc l'avait découvert, le fleuve aurait reçu le nom d'une personne ayant un poste officiel. »
— Ernest Favenc

## Marécages
Parmi les nombreux marécages bordant la Murrumbidgee, il y a :
- Lowbidgee Floodplain, 2 000 km2 entre Maude et Balranald
- Mid-Murrumbidgee Wetlands le long de la rivière à partir de Narrandera jusqu'à Carathool
- Tukerbill Swamp
- Tomneys Plain
- Micalong Swamp
- Lac George
- Yaouk Swamp
- Black Swamp & Coopers Swamp
- Big Badja Swamp

## Affluents majeurs
- Gudgenby River

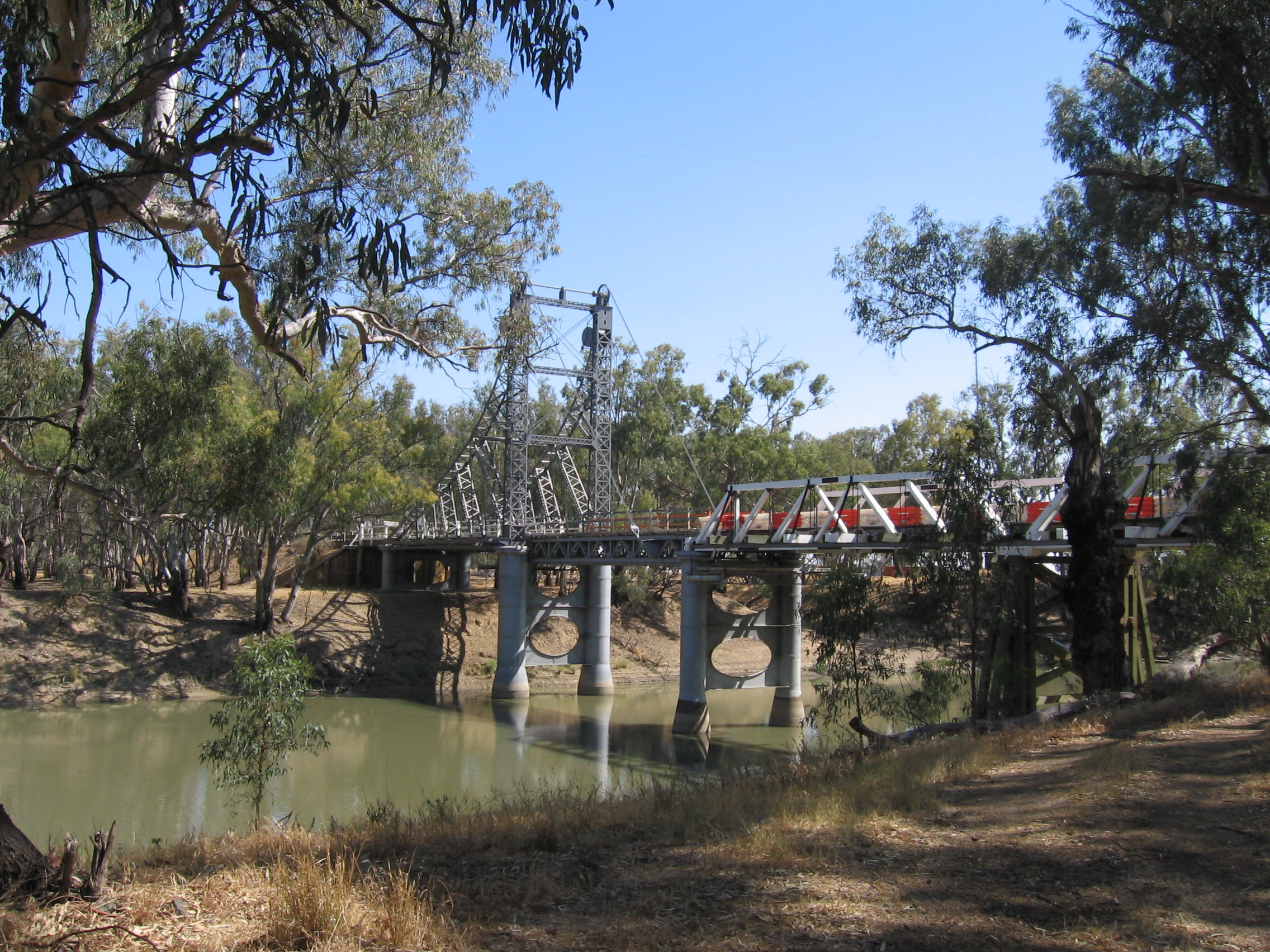
Un pont au-dessus de la Murrumbidgee à Carrathool (Nouvelle-Galles-du-Sud).

  - Naas River (le Naas rejoint la Gudgenby avant la Murrumbidgee, il s'agit d'un sous-affluent)
- Molonglo River
  - Queanbeyan River
- Cotter River
- Tumut River
- Yass River
- Lachlan River
  - Abercrombie River

## Villes
- Tharwa, Yass, Gundagai, Wagga Wagga, Narrandera, Yanco, Leeton, Darlington Point, Hay, Balranald

## Ponts
La liste ci-dessous prend en compte les ponts qui existaient auparavant et les ponts actuels qui traversent la Murrumbidgee. Il y avait plusieurs autres passages avant que les ponts ne soient construits et beaucoup d'entre eux existent encore aujourd'hui.
- Angle Crossing (un gué)
- Pont de Tharwa 1895 - aujourd'hui
- Point Hut Crossing
- Près de la confluence avec la Cotter River à Casuarina Sands
- Uriarra Crossing
- Wee Jasper: Pont de Taemas 1930 -
- Jugiong
- Gobarralong : Pont de Gobarralong
- Gundagai:
  - Pont du Prince Alfred 1867 -
  - Pont ferroviaire 1902 -
  - Pont Sheahan 1977 -
- Wagga Wagga:
  - Pont Eunony 1975 -
  - Hampden Bridge 1895 - 1995
  - Pont Gobbagombalin 1997 -
  - Pont ferroviaire de la Murrumbidgee 1881 - 2006 (Remplacé par un pont en béton)
  - Pont Wiradjuri qui ouvrit en 1995
- Narrandera:
  - Pont ferroviaire
- Yanco: Pont Euroley 2003 - (le pont datant de 1929 a été remplacé par un pont en béton en 2003)
- Carrathool - un pont basculant

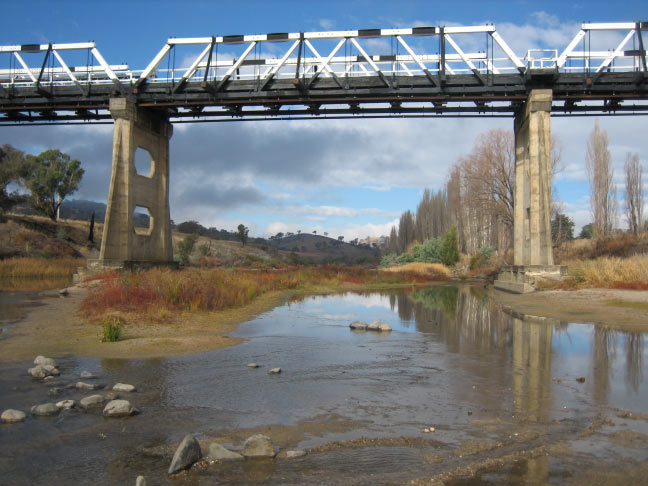
Tharwa Bridge en regardant vers le sud; Tharwa sur la droite
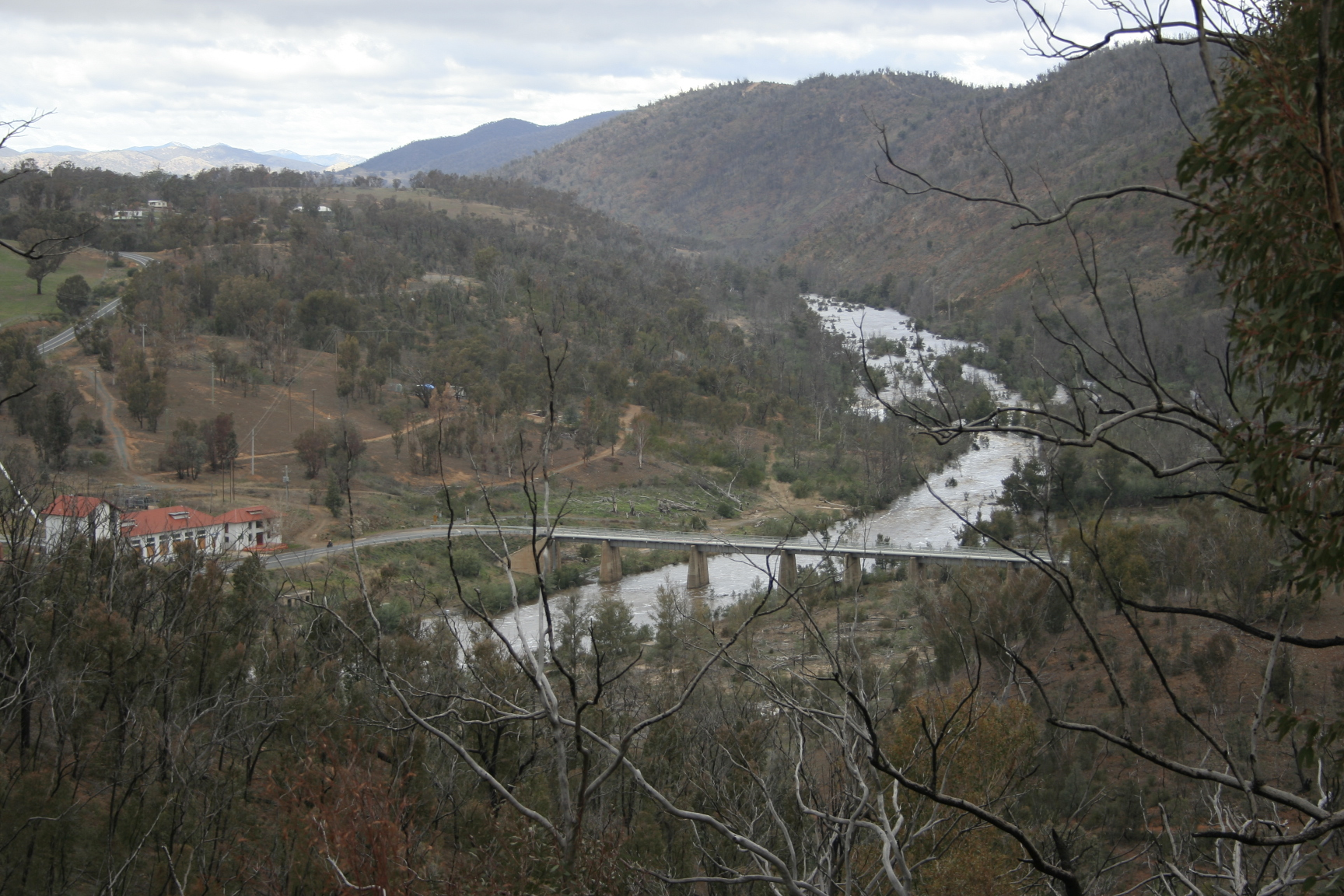
Jonction avec Cotter
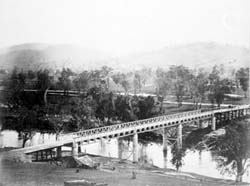
Pont du Prince Alfred sur la Murrumbidgee à Gundagai, photo c. 1885
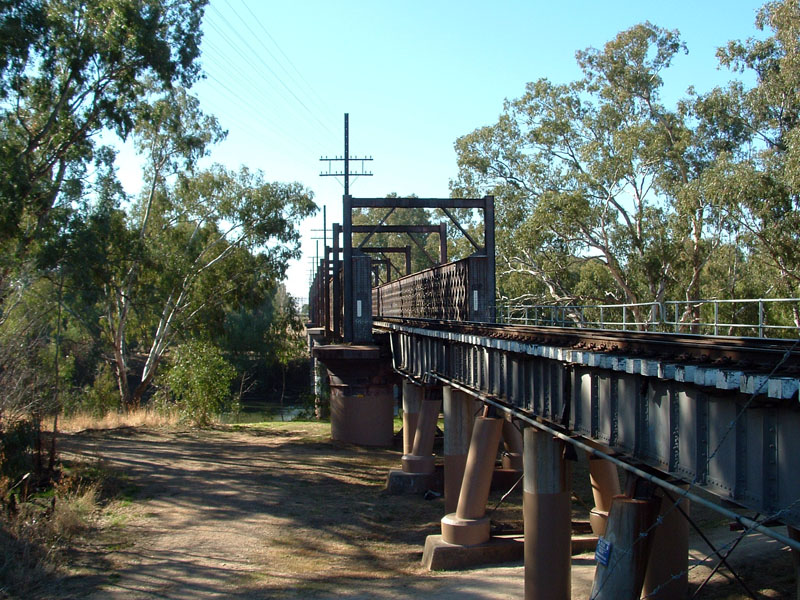
Ancien pont ferroviaire à Wagga Wagga
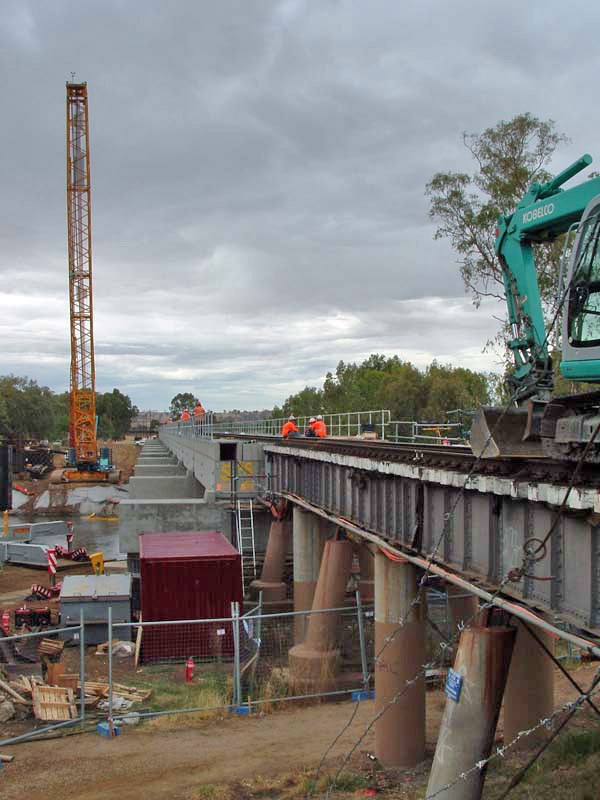
Nouveau pont ferroviaire en béton à  Wagga Wagga
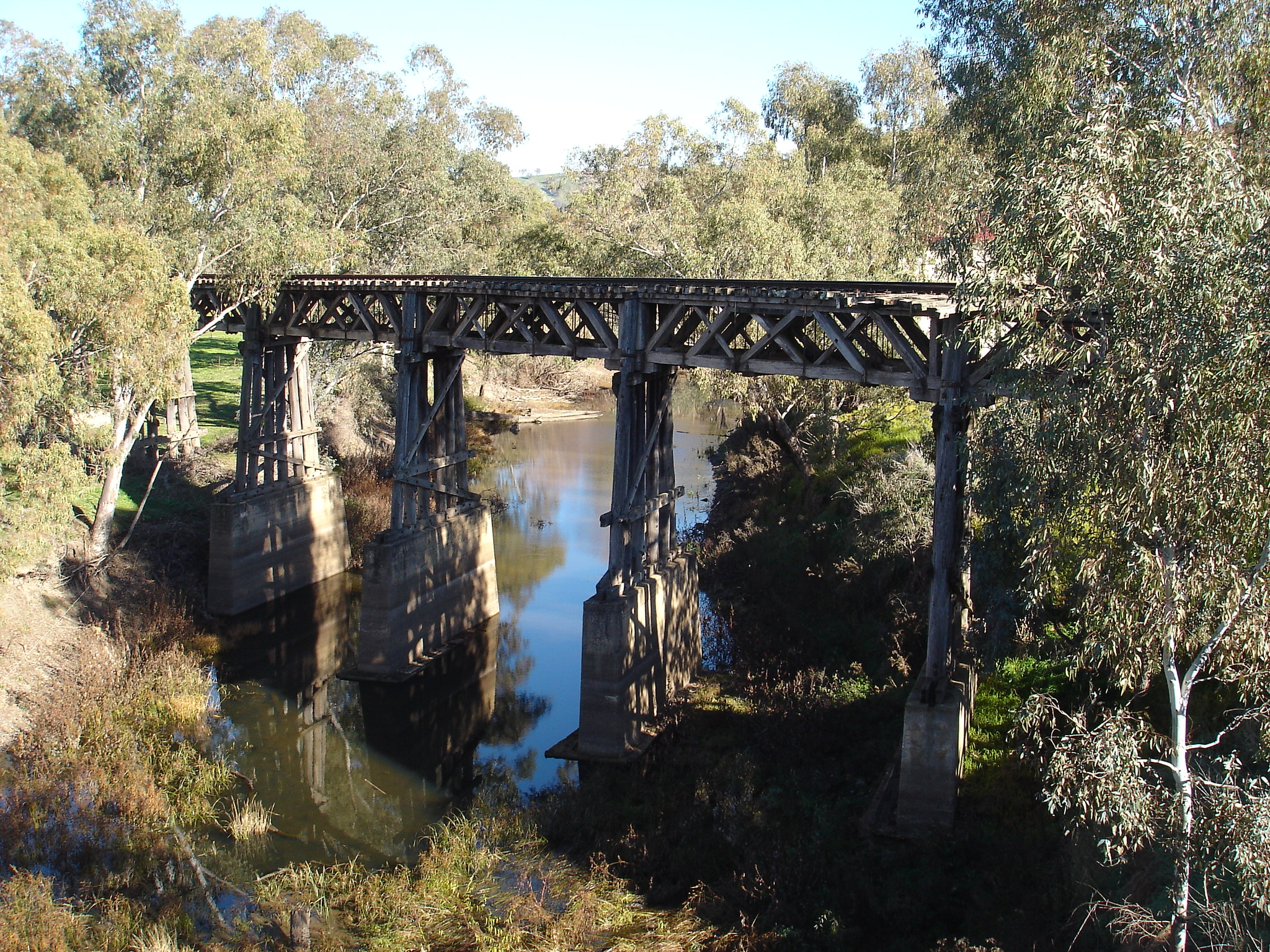
Ancien pont ferroviaire sur la Murrumbidgee à Gundagai.
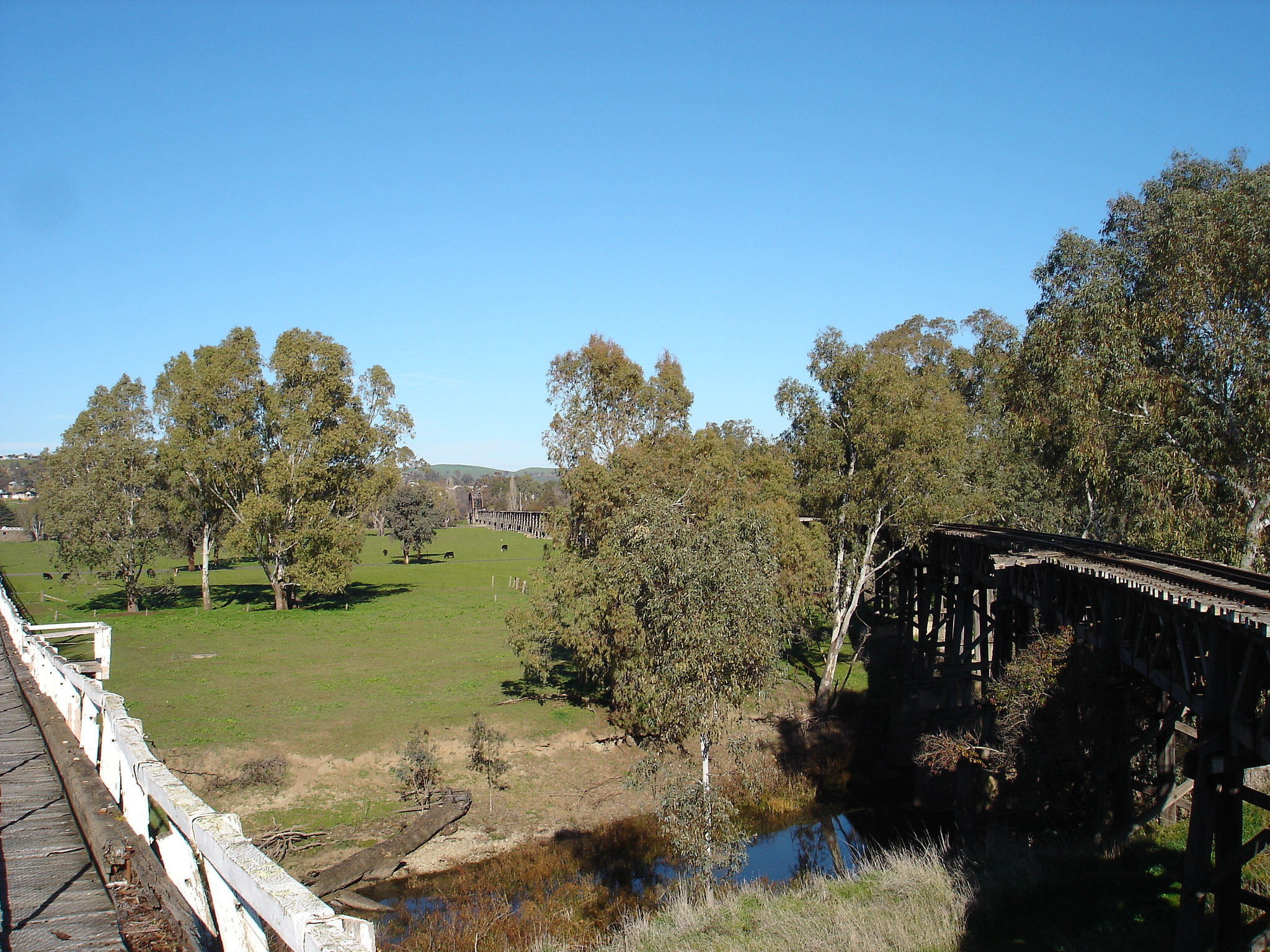
Le même pont ferroviaire sur le lit majeur de la rivière, à gauche, l'ancien pont routier.
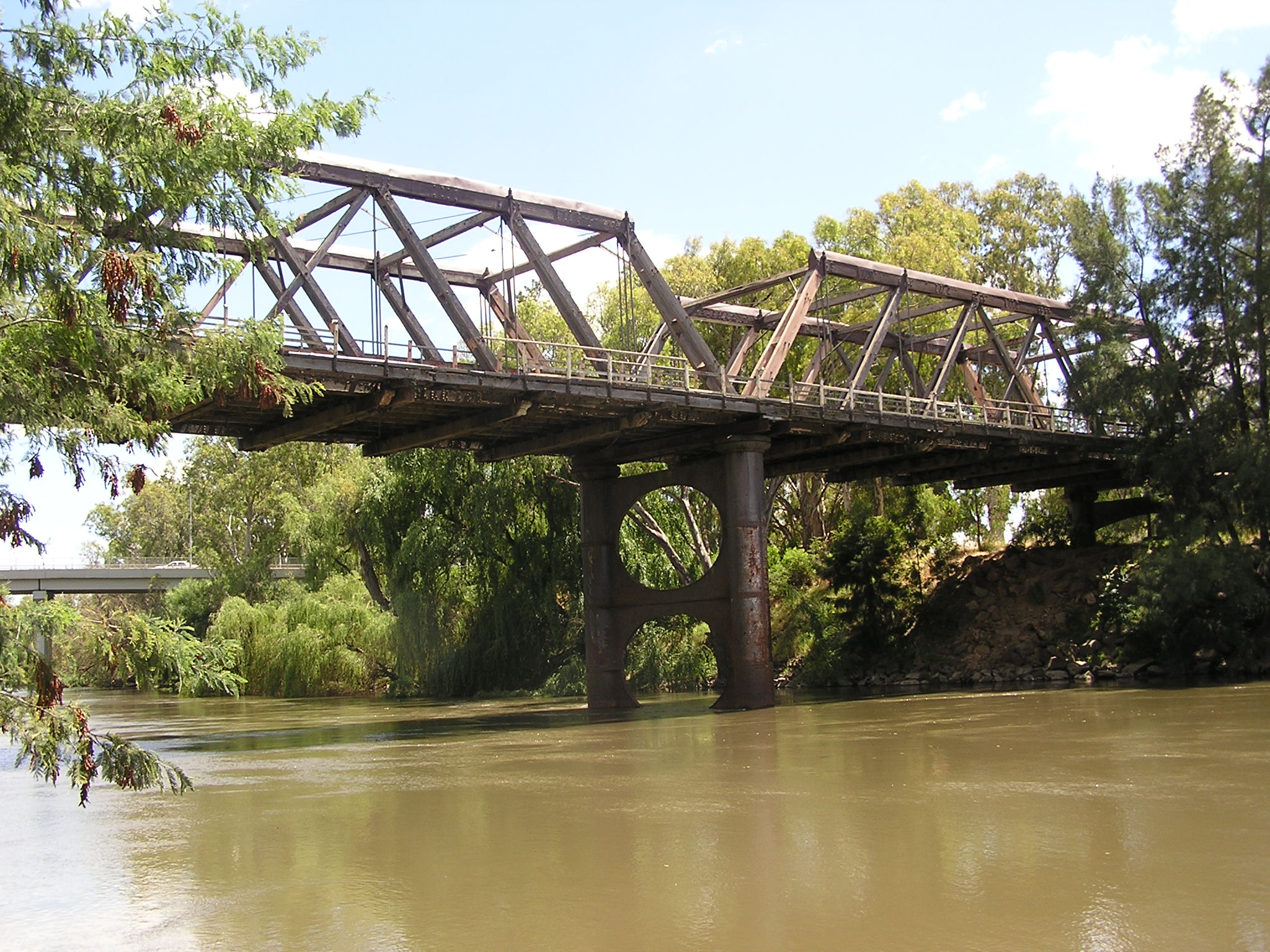
Wagga Wagga : ancien pont abandonné, nouveau pont en arrière-plan.

## Sources

## Compléments